# Eduardo Manzano Martínez
Eduardo Alfonzo Manzano Martínez (Ciudad de México, 29 de abril de 1968), conocido como Eduardo Manzano II o Lalo Manzano Jr también como Lalo Manzano Show, es un actor y comediante mexicano. Es hijo del primer matrimonio del cómico mexicano Eduardo Manzano quien junto a Enrique Cuenca formó parte del dúo cómico de Los Polivoces.

## Biografía y carrera
Inició junto a su hermano Ariel Manzano en 1987 la carrera de comediante haciendo el dueto «Los Herederos», el cual finalmente abandonaría para iniciar su carrera en solitario. Ha participado en diversos programas televisivos en Las Estrellas y Distrito Comedia.

### Televisión
- Más Noche - Varios[2]
- Inseparables: amor al límite - El mismo[3][4]
- Una familia de diez - Tulio[5]